# Aspidoconcha
Aspidoconcha is een geslacht van kreeftachtigen uit de klasse van de Ostracoda (mosselkreeftjes).

## Soorten
- Aspidoconcha humilis (Brady & Norman, 1889) Mckenzie, 1972
- Aspidoconcha limnoriae de Vos, 1953
- Aspidoconcha nasserae